# 京山ロープウェー遊園
京山ロープウェー遊園（きょうやまロープウェーゆうえん）は、かつて岡山市京山2丁目（現：岡山市北区京山2丁目）にあった遊園地である。末期は岡山電気軌道が運営していた。

## 概要
岡山市内で路面電車・バス事業を手がける岡山電気軌道が出資して1956年2月11日に設立した岡山観光索道株式会社が同年7月、岡山市街地に隣接する標高80mの京山山頂に展望施設「京山八方閣」を開設。同月20日に麓と山頂を結ぶロープウェイ（通称：京山ロープウェー、延長160m）の運行を開始した。
「京山八方閣」は鉄筋コンクリート造4階建ての円形施設で、上階には床のみが回転する展望室を設計設置。各地に同種の施設が生まれるきっかけとなった。1959年10月には山頂に隣接する尾根筋に催物館と演芸館を開設し、菊人形展や各種博覧会などが開かれた。
1964年4月、岡山観光索道は商号を岡山ファミリーランド株式会社に変更し、山頂施設全体を「岡山ファミリーランド」と命名。京山八方閣は「京山タワー」に改称した。木造時代の京橋の木材を転用したロープウェイの山麓駅舎や切符売り場、山頂プロムナードテラスを新設したほか、夏の恒例行事として閉園まで市民に親しまれた「お化け屋敷」も始めた。1970年代後半には入場者の減少に直面したため、岡山ファミリーランドは1982年、岡山電気軌道に吸収合併され、施設は「京山ロープウェー遊園」に改称された。
岡山電気軌道は約1億5000万円を投じて観覧車やメリーゴーラウンドなどの大型遊具を導入して遊園は人気を取り戻し、最盛期には年間9万7000人が来場した。しかし1990年代に入ると、レジャーの多様化や県内外に誕生した後発の郊外型大規模遊園地に押されて再び入場者数は減少。1997年度の入場者数は約2万7000人にまで落ち込み、毎年6000万円を超える赤字経営が続いた。岡山電気軌道は1998年6月の株主総会で、経営再建の一環として索道事業および遊園地事業からの撤退を決定。同年9月6日に閉園した。

### 閉園後
1999年7月20日、おもちゃ王国を全国展開するサンヨープレジャー（岡山市）が運営者となり、遊園地「岡山スカイガーデン」としてロープウェイとともに再開したが、施設の老朽化や駐車場不足などを理由に2007年5月6日閉園した。
用地と施設を保有する岡山電気軌道の親会社、両備ホールディングスは、ロープウェイ施設や観覧車などの遊具を撤去した上で2011年2月、産業技術総合研究所と共同で山頂に集光型太陽光発電システムを建設。旧：京山タワーは太陽光発電による植物工場（京山ソーラー・グリーン・パーク、愛称：京山ラボ・パーク）に転用した。同年4月には旧ロープウェイ用地の斜面に一般向けの登山道が設けられ、工場休園日を除く日中は自由に登頂できるようになっていた。2025年5月に京山ソーラー・グリーン・パークが移転。施設の営業が終了により遊歩道も2025年5月15日に閉鎖された。京山の山頂に続く道は一般にはすべて閉鎖されたことになった。

## 索道
全長160m、高低差58mで、最急勾配は22度22分。駅間に支柱はなかった。2台の搬器が山麓駅と山頂駅を同時に出発し中央ですれ違う3線交走式（1支索2曳索）を採用し、通常運行速度は毎秒1.4m。東京索道が架設した。2007年の運行休止までに延べ850万人を輸送した。
搬器は「こうらく」と「うじょう」の2台で、初代は1956年東京索道製。1976年に定員15人、自重1.6tの同名搬器2基を大阪車輌工業で新製し更新した。
全長130mの稚内公園ロープウェイ（北海道稚内市）が2006年3月31日で廃止されたのち、翌年5月6日の岡山スカイガーデン閉園に伴う運行休止まで、一般客用のロープウェイとしては日本最短であった。休止後、岡山電気軌道は2010年に鋼索や搬器の撤去解体を行ったが、山頂駅の駅舎は現存する。